# Джеррі Оуклі
Джеррі Оуклі (англ. Gerry Oakley; нар. 25 липня 1933) — колишній британський тенісист.
Найвищим досягненням на турнірах Великого шолома був фінал в змішаному парному розряді.

## Фінали турнірів Великого шолома

### Мікст (1 поразка)
| Результат | Рік  | Турнір                               | Покриття | Партнер      | Суперники                          | Рахунок  |
| --------- | ---- | ------------------------------------ | -------- | ------------ | ---------------------------------- | -------- |
| Поразка   | 1949 | Відкритий чемпіонат Франції з тенісу | Ґрунт    | Джин Кертієр | Шейла Пірсі-Саммерс Ерік Стерджесс | 1–6, 1–6 |